# Simptom
Simptom (grško: syn = s/z in pipto = pasti, slovenski prevod bi bil sovpadanje) pomeni v kontekstu telesnega in duševnega zdravja posameznikovo zaznavo spremembe telesne funkcije. V okviru subjektivnosti občutenju simptomov jih lahko razvrstimo v tri skupine: močni, srednji in blagi simptomi. Za razliko od simptoma je bolezenski znak bolezenska sprememba, ki jo zdravnik določi na osnovi objektivnih preiskav. Primeri simptomov so na primer: glavobol, utrujenost, bolečina, slabost ... Prodromski simptom je simptom, ki nakazuje določeno bolezen. 
Nekateri simptomi, kot na primer navzea, se pojavljajo pri številnih boleznih, medtem ko so nekateri značilni za manjše število bolezni (na primer nenadna izguba vida).
Po navadi je nek simptom povod iskanja medicinske pomoči. Nekateri simptomi pa ostajajo navidezno skriti in jih prepoznamo šele tekom anamneze.